# Movimiento para la Democracia (Cabo Verde)
El Movimiento para la Democracia (en portugués: Movimento para a Democracia), abreviado como MpD, es un partido político caboverdiano de tendencia liberal fundado el 14 de marzo de 1990 con el advenimiento del multipartidismo tras el fin del régimen de partido único del Partido Africano de la Independencia de Cabo Verde (PAICV). 
Desde su fundación, junto con el PAICV, ha sido uno de los dos principales partidos políticos de Cabo Verde en el marco de un sistema bipartidista. Triunfó por abrumador margen en las primeras elecciones parlamentarias libres de la historia caboverdiana, y gobernó el país hasta 2001. En 2011 recuperó la presidencia de la República y retornó al poder en las elecciones parlamentarias de 2016.
Mientras que se le suele situar a la centroderecha del espectro político, el MpD ha sido desde su conformación un partido diverso e ideológicamente difuso. Fundado bajo una plataforma demócrata cristiana, tiene también sectores liberales en lo económico y social. Se considera a sí mismo como un partido «centrista, cívico y humanista», que centra sus valores en la defensa de una democracia liberal moderna, celebrando comicios internos partidarios periódicos. En el plano internacional, es miembro de la Internacional Demócrata de Centro y apoya una postura europeísta, en contraposición a la postura africanista del PAICV. Los miembros del partido son apodados como «os ventoinhas» (los ventiladores) debido a que el sello del partido representa las aspas de un ventilador. Si bien su color oficial es el verde y suele ser el más representativo del MpD, desde la campaña presidencial de 2006 el uso del color rojo se ha incrementado dentro de las publicaciones partidarias, convirtiéndose en otro color identificativo para el partido.
El MpD tiene sus mayores apoyos en el grupo de islas del Barlovento, y tradicionalmente ha mantenido como principal fuente de votos a la clase media urbana del país. Dos miembros del MpD (António Mascarenhas Monteiro y Jorge Carlos Fonseca) llegaron a la presidencia caboverdiana por medio de elecciones libres, y tres ocuparon la jefatura de gobierno caboverdiana (Carlos Veiga, Gualberto do Rosário, y Ulisses Correia e Silva). Ha sido históricamente la primera fuerza municipal de Cabo Verde, gobernando la mayoría de las localidades caboverdianas desde la instauración de las elecciones de gobierno local en 1991.
A partir de 2021 prevalece como la primera fuerza política caboverdiana, controlando la jefatura de gobierno con Ulisses Correia e Silva como primer ministro, y goza de mayoría absoluta en la Asamblea Nacional con 38 escaños sobre 72. Asimismo, gobierna 14 de los 22 municipios que componen el país.

## Orígenes y fundación
La fundación del partido tiene su origen en el final de la Guerra Fría y el colapso del Bloque del Este a nivel global, que motivó la caída de varios gobiernos de partido único. Esto afectó a la República de Cabo Verde, entonces un estado socialista con el Partido Africano de la Independencia de Cabo Verde (PAICV) como única formación política legal. La primera referencia al Movimiento para la Democracia de la que se tiene conocimiento fue una declaración pública emitida en marzo de 1990 por el abogado Carlos Veiga, entonces un diputado de la Asamblea Nacional Popular, exigiendo una mayor democracia interna dentro del PAICV. Esta declaración fue firmada por otros dirigentes políticos locales, que colaboraron en la fundación del partido el 14 de marzo, bajo una plataforma centrista, demócrata cristiana y humanista. A diferencia de otros estados unipartidistas africanos de la época, en la que la presión por una mayor democratización provino de sectores opositores en el exilio y o de la propia población no politizada, la fundación del MpD y su demanda por una transición democrática tuvo su origen en un sector interno del propio partido gobernante, mayormente relacionado con la clase media educada del país, y la participación de los sectores políticos en el exilio, representados por los partidos UCID y UPICV, fue mínima.

## Historia

### Transición democrática
Las presiones internas y externas desencadenaron que el gobierno de Pedro Pires impusiera la abolición del monopolio político del PAICV y el llamado a elecciones parlamentarias libres para enero de 1991. De cara a estos comicios, el MpD, hasta entonces una formación de alcance desconocido, gozó de amplia ventaja ante la impopularidad del oficialismo unipartidista saliente, desgastado después de casi dieciséis años en el poder. Se benefició también de la abstención de algunos grupos políticos exiliados y de la imposibilidad de la UCID para disputar las elecciones luego de que no presentara a tiempo sus documentos electorales, lo que le permitió convertirse efectivamente en la única formación aparte del PAICV en disputar las elecciones. La reciente legalización del aborto y del divorcio en el país por parte del gobierno de Pires afectó también sus posibilidades electorales, dando al MpD el apoyo activo de la Iglesia Católica. Veiga, candidato a primer ministro del MpD, encabezó una campaña liberal, promoviendo amplias reformas económicas y políticas, y llamando a la población a «destetarse» del PAICV. En ese contexto, el MpD obtuvo una rotunda victoria con el 66,41% de los votos y una mayoría absoluta de dos tercios con 56 de los 79 escaños en disputa, permitiéndole al partido liberal emprender una reforma constitucional sin tener que recibir el apoyo del PAICV. El oficialismo saliente obtuvo el 33,59% de los votos y los 23 escaños restantes, conservando su presencia electoral a pesar de su contundente derrota. Dos meses después António Mascarenhas Monteiro obtuvo una victoria aún mayor en las elecciones presidenciales sobre Aristides Pereira, el presidente saliente, otorgando al MpD el control de los poderes ejecutivo y legislativo del país. Mascarenhas Monteiro asumió como presidente el 22 de marzo, mientras que Veiga fue juramentado como primer ministro el 4 de abril.

### Primer período en el gobierno
El primer período de gobierno del MpD, encabezado por Veiga, vio la transición de Cabo Verde de una economía planificada a una de libre mercado, así como la reforma de la mayoría de las instituciones políticas del período de partido único. Una de las primeras tareas del gobierno del MpD fue la organización de las primeras elecciones municipales en la historia del país, que tuvieron lugar el 15 de diciembre de 1991. El MpD concurrió beneficiado por su contundente triunfo en las elecciones parlamentarias y presidenciales, así como el todavía vigente desprestigio del PAICV y la débil organización de los terceros partidos. Sin embargo, la elección vio una proliferación de «grupos independientes» que se organizaron en varios municipios, en algunos casos reemplazando a los partidos, los cuales se limitaron a dar su apoyo a las listas de estos. El MpD logró en última instancia una sólida victoria con el 46,11% de los votos contra el 24,49% del PAICV, y se aseguró el control de siete de las catorce cámaras municipales, mientras que las listas independientes que respaldó se impusieron en otras tres localidades. Aunque su margen de victoria en Praia, la capital, se redujo respecto a las elecciones nacionales, de todas formas obtuvo el control del municipio con un 51,91% y tomó el control de todos los municipios de la isla de Santiago. La presencia del PAICV se restringió a sus bastiones en Fogo y Boavista, respaldando además la victoria de un grupo independiente en Paul, mientras que otra lista independiente respaldada por la UCID ganó en São Vicente. Los comicios iniciaron una larga hegemonía por parte del MpD en el ámbito municipal caboverdiano, que se sostiene hasta la fecha.
Aunque establecido como una formación vinculada a la democracia cristiana, el partido bajo el liderazgo de Veiga giró a la derecha durante sus primeros meses de gobierno, lo que generó un movimiento de oposición interna por parte del ala más centrista del partido, encabezada por Eurico Monteiro. Además de las críticas a las políticas económicas del gobierno, Monteiro denunció corrupción en las altas esferas del partido, una creciente autocratización de su liderazgo en manos de Veiga y la inacción por parte del presidente Mascarenhas. A mediados de 1993, la crisis interna del partido empeoró cuando se destapó un escándalo en la embajada de Cabo Verde en Lisboa, Portugal, conocido como «Caso del Embajador Estrella», que se vio agravado por un supuesto intento de amnistía a los implicados por parte de Veiga y Mascarenhas. Monteiro anunció que desafiaría a Veiga por el liderazgo del partido en su siguiente congreso interno, de cara a febrero de 1994. Veiga buscó reelegir como líder del partido con la lista «Compromiso con Cabo Verde», mientras que Monteiro presentó la lista «Cambiar para Ganar», reclamando un retorno a los valores con los que el partido había sido fundado. Sin embargo, en enero de 1994, Monteiro retiró su candidatura y denunció que el proceso interno del MpD estaba sesgado a favor de la cúpula oficialista. Veiga denunció que el sector de Monteiro buscaba «colaborar diariamente» con la oposición para desestabilizar al gobierno. Los partidarios de Monteiro abandonaron finalmente el MpD y fundaron el Partido de la Convergencia Democrática de cara a las siguientes elecciones parlamentarias, previstas para diciembre de 1995.
Beneficiado por la situación económica relativamente favorable, además de la falta de aparato político fuerte del PAICV y la escasa organización del PCD, el MpD revalidó su gobierno por aplastante margen en las elecciones de 1995, obteniendo el 61,29% de los votos y una mayoría de dos tercios de 50 de los 72 escaños contra 21 del PAICV y solo un escaño del PCD, ocupado por Monteiro en la circunscripción de Praia. Al mes siguiente se realizaron las elecciones municipales, en las que el MpD y sus listas independientes aliadas obtuvieron el 53,61% de los votos y toaron el control de once de las catorce cámaras municipales. En gran medida debido a la contundencia de los triunfos del MpD, la oposición decidió no presentar un candidato presidencial alternativo en las elecciones presidenciales de 1996, realizadas en febrero. Mascarenhas fue reelegido en un referéndum con el 92,06% de los votos, aunque la participación electoral fue de solo el 43,53%.

## Historia electoral

### Elecciones presidenciales
|  | 73.44 % |

|  | 92.06 % |

|  | 45.83 % |

|  | 49.99 % |

|  | 49.02 % |

|  | 37.79 % |

|  | 54.26 % |

|  | 74.08 % |

|  | 42.39 % |

### Elecciones parlamentarias
|  | 66.41 % |

|  | 61.29 % |

|  | 40.55 % |

|  | 44.02 % |

|  | 42.27 % |

|  | 54.48 % |

|  | 50.02 % |

### Elecciones municipales
|  | 46.11 % |

|  | 53.61 % |

|  | 34.03 % |

|  | 42.63 % |

|  | 46.94 % |

|  | 46.93 % |

|  | 54.89 % |

|  | 48.29 % |